# Gianni Girotto
Gianni Pietro Girotto (San Donà di Piave, 12 novembre 1967) è un politico italiano.

## Biografia
Nato a San Donà di Piave, vive a San Biagio di Callalta. Diplomato all'ITIS di Villorba (TV), si laurea in Giurisprudenza a Bologna nel 1999 come studente-lavoratore, mentre svolge la professione di impiegato in un'azienda privata e di libero professionista come consulente informatico.

### Attività politica
Nel 2012 si è candidato sindaco a Breda di Piave con il Movimento 5 Stelle (M5S) di Beppe Grillo. 

#### Senatore della Repubblica
Alle elezioni politiche del 2013 viene candidato al Senato della Repubblica, ed eletto senatore nella XVII legislatura della Repubblica Italiana tra le liste del M5S nella circoscrizione Veneto. 
All'interno del Senato, è capogruppo per il Movimento 5 Stelle della X Commissione Industria, commercio e turismo e, sino ad agosto 2015, membro della Commissione parlamentare per l'indirizzo generale e la vigilanza dei servizi radiotelevisivi.
Il 18 luglio 2013 organizza il primo convegno del M5S in tema di Ecobonus . Dopo tre anni di lavoro preparatorio in Commissione, pur essendo all'opposizione ad aprile 2016 passa all'unanimità al Senato la sua mozione (depositata nel 2015) per rafforzare e stabilizzare l'Ecobonus per 5 anni. Nel 2016 è primo firmatario di una proposta di legge per la disciplina e la promozione del commercio equo e solidale. e per lo sviluppo delle attività collaterali delle aziende agricole. Da fine luglio 2017, momento della sua costituzione, è membro della Commissione Bicamerale d'inchiesta sulle banche, dopo averne proposto anche l'istituzione con un'apposita proposta di legge.
Alle elezioni politiche del 2018 è rieletto senatore. Il 21 giugno successivo diventa Presidente della 10ª Commissione permanente Industria Commercio e Turismo, del Senato, venendo riconfermato due anni e mezzo dopo. Appena eletto "apre" immediatamente un affare assegnato sull’argomento, che termina con una risoluzione approvata all’unanimità, che impegna il Governo a "superare il meccanismo del vincolo dell'esatta corrispondenza tra l'importo dello sconto in fattura e l’importo della detrazione fiscale", e ad allargare la platea dei cessionari ed il numero delle cessioni possibili, cosa che il Governo Conte I concretizzerà col la norma conosciuta come "Superbonus 110%".

#### Dopo l'attività parlamentare
Terminato il secondo mandato come senatore, in ottemperanza alla regola del doppio mandato interna al M5S, non viene ricandidato alle elezioni politiche del 2022. Nel gennaio 2023 apre la partita Iva e svolge attività di consulenza.
L'11 dicembre 2023 viene eletto coordinatore del Comitato nazionale Transizione ecologica e digitale del Movimento 5 Stelle.